# 維爾茨71足球俱樂部
维尔茨足球俱乐部（FC Wiltz 71）是盧森堡的一家足球俱樂部。主場位於维尔茨。球隊比赛于卢森堡足球荣誉联赛。

## 外部連結
- Official website

1. ↑  . www.fcwiltz.com.   [2020-01-06]. （原始内容存档于2020-10-23）.